# Oskison (cràter)
Oskison és un cràter d'impacte en el planeta Mercuri de 122 km de diàmetre. Porta el nom de l'escriptor cherokee John Milton Oskison (1874-1947), i el seu nom va ser aprovat per la Unió Astronòmica Internacional el 2008.
El cràter Oskison es troba a l'hemisferi nord de Mercuri, en les planes del nord de la conca Caloris. Oskison és un cràter distintiu amb un gran pic central que exposa el material excavat de profunditat. Són visibles moltes cadenes de cràters secundaris que irradien d'Oskison cap a fora, sobre les planes llises circumdants.